# Throscodectes
Throscodectes is een geslacht van rechtvleugeligen uit de familie sabelsprinkhanen (Tettigoniidae). De wetenschappelijke naam van dit geslacht is voor het eerst geldig gepubliceerd in 1985 door Rentz.

## Soorten
Het geslacht Throscodectes omvat de volgende soorten:
- Throscodectes xederoides Rentz, 1985
- Throscodectes xiphos Rentz, 1985